# Gueyze
Die Gueyze ist ein kleiner Fluss in Frankreich, der in der Region Nouvelle-Aquitaine verläuft. Sie entspringt im südlichen Gemeindegebiet von Beslon, knapp an der Grenze zur benachbarten Gemeinde Arx, entwässert in einer S-Kurve generell Richtung Südsüdost durch ein dünn besiedeltes Gebiet und mündet nach rund 18 Kilometern im Gemeindegebiet von Sos als linker Nebenfluss in die Gélise. Quelle und Mündung liegen im Département Lot-et-Garonne, im Mittelteil bildet die Gueyze die Grenze zum Département Landes.

## Orte am Fluss
(Reihenfolge in Fließrichtung)
- Meylan, Gemeinde Sos
- Gueyze, Gemeinde Sos
- Sos